# Monument Samuel Esmeijerplein

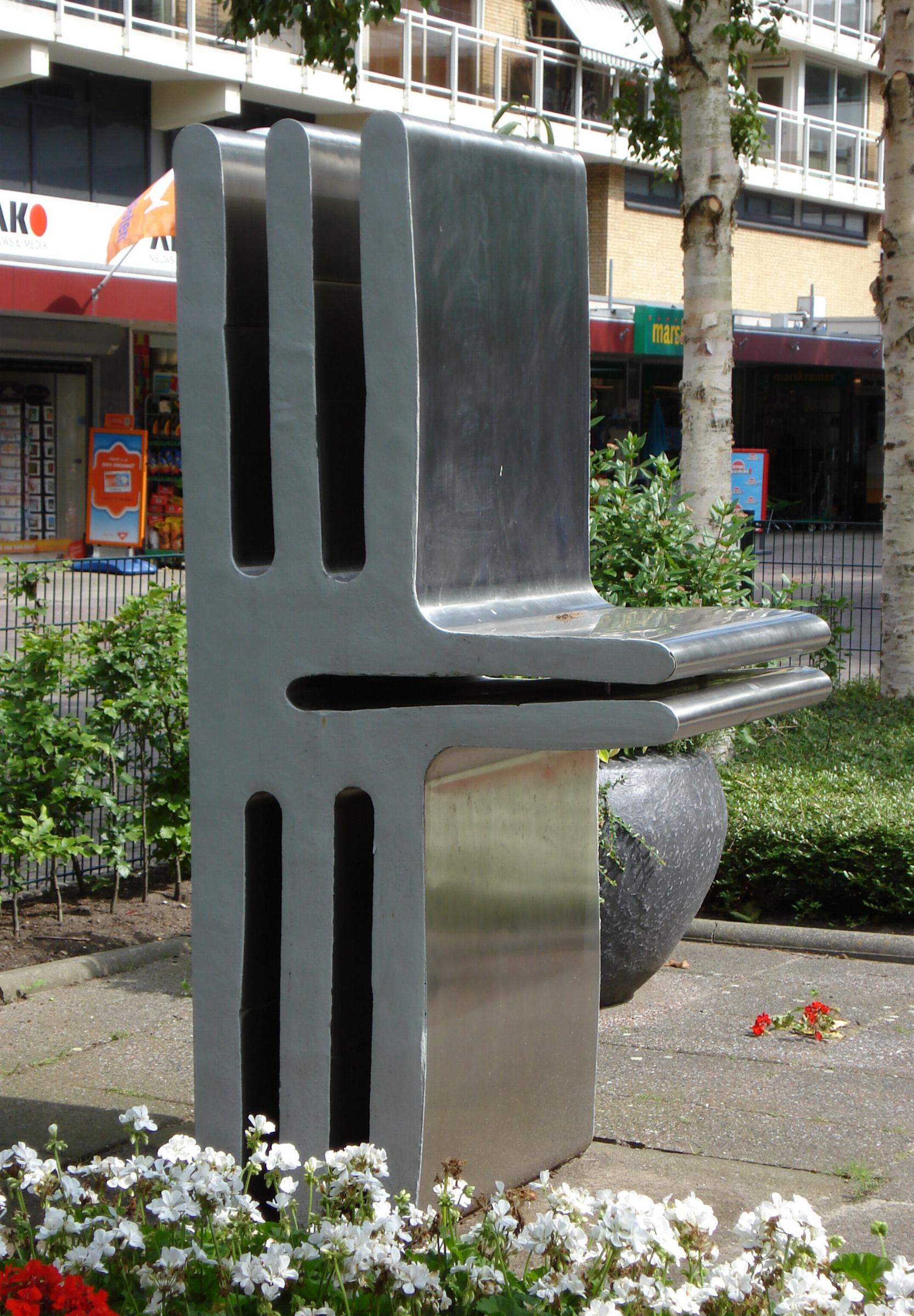
Kunstwerk van Robert Maingay, Rotterdam

In november 1970 werd op het Samuel Esmeijerplein in de Rotterdamse wijk Het Lage Land in de deelgemeente Prins Alexander een abstract kunstwerk van Robert Maingay geplaatst. Later werd er een gedenkteken met tekstplaat en gasvlam aan toegevoegd, waardoor het kunstwerk tevens als oorlogsmonument ging fungeren. De tekst luidt op de plaat luidt: "de tirannie verdrijven 1940-1945".